# Dapsa sellata
Dapsa sellata là một loài bọ cánh cứng trong họ Endomychidae. Loài này được Marseul miêu tả khoa học năm 1868.